# سيريزو (بلدة)
بلدية سيريزو (بالإسبانية: Cerezo)‏، هي بلدية تقع في مقاطعة قصرش والتي تقع في منطقة إكستريمادورا، غرب إسبانيا.
يبلغ عدد سكانها 217 نسمة وفقاً لإحصائية سنة (2002).